# Tachytrechus chetiger
Tachytrechus chetiger är en tvåvingeart som beskrevs av Octave Parent 1920. Tachytrechus chetiger ingår i släktet Tachytrechus och familjen styltflugor. Inga underarter finns listade i Catalogue of Life.